# Боснія і Герцеговина на літніх Паралімпійських іграх 1996
Боснія і Герцеговина брала участь у літніх Паралімпійських іграх 1996 року в Атланті (США), вперше за свою історію. Досі паралімпійці Боснії і Герцеговини змагалися за збірну Югославії. Олімпійська збірна країни складалася з 2 спортсменів Олімпійці Боснії і Герцеговини не завоювали жодної медалі.